# Névtelen hősök
A Névtelen hősök Erkel Ferenc egyik négyfelvonásos operája. Szövegkönyvét Tóth Ede írta, aki még a munka befejezése előtt elhunyt. A töredéket Ábrányi Kornél fejezte be, Erkel utasításai alapján. A művet először a Nemzeti Színházban mutatták be 1880. november 30-án.

## Szereplők

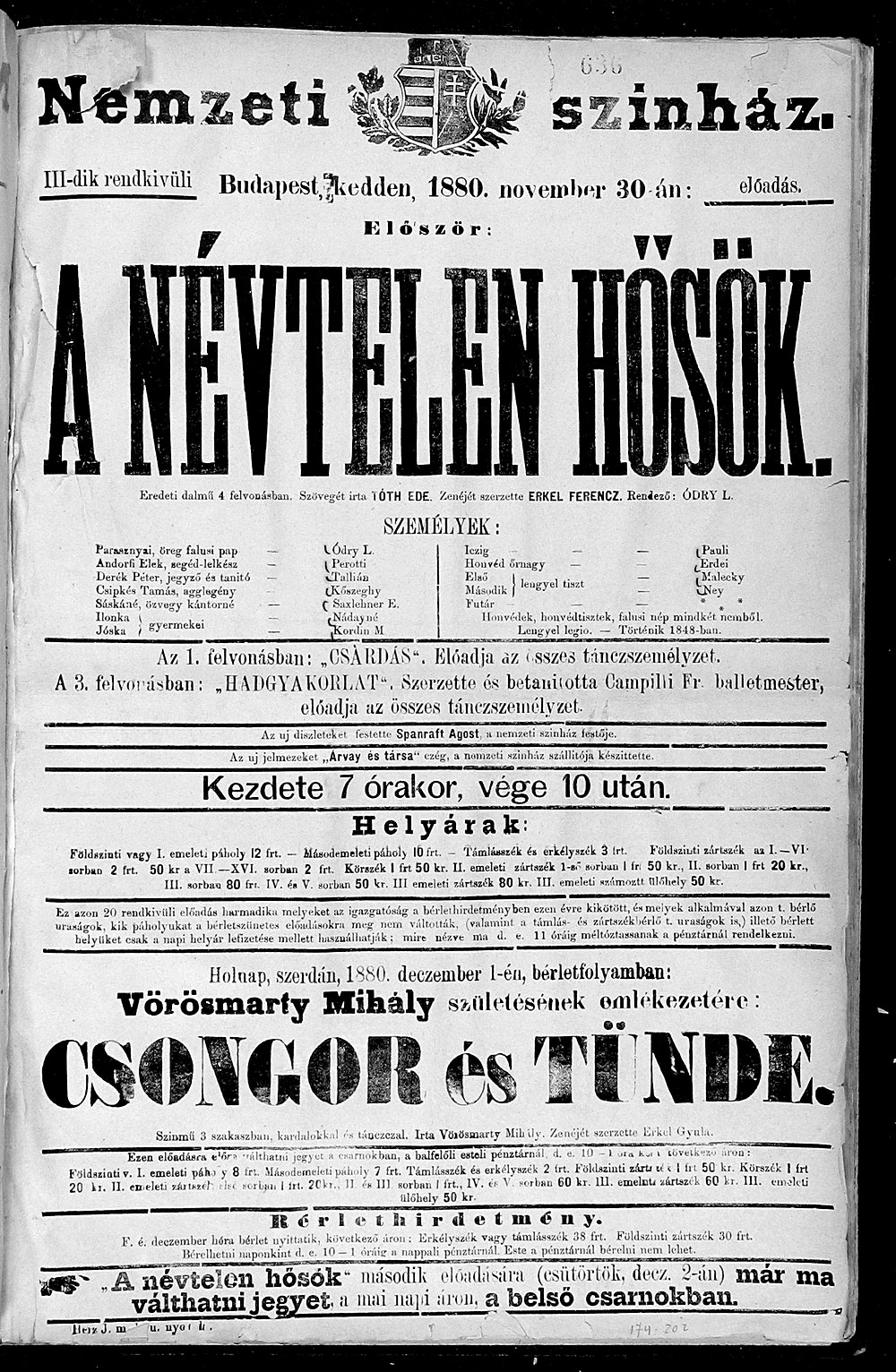
Az ősbemutató plakátja

| Szereplő                    | Hangfekvés |
| --------------------------- | ---------- |
| Sáskáné, özvegyasszony      | alt        |
| Ilonka, a lánya             | szoprán    |
| Andorffi Elek, segédlelkész | tenor      |
| Csipkés Tamás               | basszus    |
| Parasznyai, a lelkész       | basszus    |
| Derék Péter, jegyző-tanító  | bariton    |
| Mózsi, egy honvéd           | tenor      |

## Cselekménye
- Helyszín: egy mezőváros
- Idő: az 1848-as szabadságharc idején

### Első felvonás
Sáskáné lánya a kerítésen keresztül a segédlelkésszel, Andorffi Elekkel beszélget. Őket Csipkés Tamás figyeli, akinek Sáskáné odaígérte a lányát. A lelkész és a jegyző örülnek a fiatalok kapcsolatának és megígérik, hogy segítségükre lesznek. Csipkés féltékeny és ezt szóváteszi Sáskánénak is, aki megnyugtatja, hogy a lánya az övé lesz. Katonák érkeznek a városba toborozni, Csipkésen azonban a gyávaság lesz úrrá és nem áll be soraikba, a segédlelkész azonban velük tart.

### Második felvonás
Ilonka csak a távollevő szerelmére tud gondolni. Anyja közben egyre inkább erőlteti az esküvőt Csipkéssel így a lány úgy határoz, hogy az egyetlen megoldás ha elszökik. Honvédek érkeznek a városba és szállást kérnek. Sáskáné pofon üti fiát, Jóskát, amiért ételt és italt vitt a katonáknak így ő is szökést tervez. Ilonka és Jóska Mózsi, a honvéd segítségével elszöknek az esküvő előtti éjszakán. Amikor a násznép megérkezik és kiderül a lány szökése, Sáskánét és Csipkést kigúnyolják.

### Harmadik felvonás
A honvédtáborban a katonák Arany János Nemzetőr című dalát éneklik. Megérkeznek a szökevények. Parasznyai a lelkész összeadja az egymásra talált szerelmeseket, de boldogságuknak nem sokat örülhetnek, mert támadás éri a tábort. Ilonka megsebesül, de a honvédek győznek. A lányt portyázó cserkeszek fogságba ejtik.

### Negyedik felvonás
Mióta Ilonka fogságba esett, Sáskáné és Csipkés folyamatosan marakodnak. Hazaérkezik a szomorú Elek is és belép a templomba. Kisvártatva azonban megérkezik a fogságból kiszabadult Ilonka. Amikor Elek kilép a templomból Ilonka a karjaiba borul. Közben visszatér Jóska is és megjön Mózsi, a honvéd is. Mindenki mindenkinek megbocsát.